# 安東坑道
安東坑道，是位於中華民國福建省連江縣東引鄉的一條隧道，過去為陸軍馬祖防衛指揮部因戰略因素興建，鑿穿東引指揮部所在地二重山的巨大戰備坑道。

## 歷史
1978年11月，陸軍第十軍團司令部工兵第519營支援東引建設，1980年3月，安東坑道大門澆置混凝土，坑道第一期竣工，後第二期1981年由工兵第516營續建。安東坑道以炸藥開挖，供勝利女神飛彈進駐使用，必要才用鐵軌運行至坑口發射。為便於暫時作為藏兵的軍事堡壘。
開鑿後坑道內部極為遼闊，坑道底牆邊還有國軍軍事標語。除了有供連隊軍官兵就寢之用的大寢室、小寢室、連長室、副連長室外，上有廁所與盥洗室供日常生活清潔所需，此外中山室與作戰室，前者為部隊休息、教育與交誼廳，後者是演習、情報彙整與作戰沙盤推演之處；最後甚至還有養豬的豬舍、儲存彈藥的彈藥庫。
1992年終止金馬地區戰地政務後，安東坑道漸漸地不具有重要戰備地位。2002年，安東坑道移交給馬祖國家風景區管理處，2004年整修後開放。原本安置炮台的洞口為觀賞黑尾鷗聚居地點。

## 結構
安東坑道路徑以30度角向下建造，有450級台階，全長260公尺。隧道本身長640公尺。具有許多軍事設施，如中山室與作戰室，寢室、連長室、副連長室，彈藥庫、豬舍、彈藥庫、觀景台等設施。設有八個射口以對準不同的灘頭或出海口。